# Roberta Vilić
Roberta Vilić (Banja Luka, 1971.) je hrvatska akademska slikarica porijeklom iz Uskoplja u Bosni i Hercegovini.
Završila je Školu za primijenjenu umjetnost i dizajn u Zagrebu. Godine 1998. je diplomirala na Akademiji likovnih umjetnosti (ALU) u Zagrebu u klasi profesora Zlatka Kesera. Od 1992. izlagala je na 17 samostalnih i preko 30 skupnih izložbi u Hrvatskoj i Europi. Roberta je samostalno izlagala u Zagrebu, Splitu, Korčuli, Labinu, Velikoj Gorici a skupno Ljubljani, Torinu, Mainzu i drugdje. Spada u red mlađih hrvatskih slikara.
Članica je HDLU-a i HZSU-a.

## Nagrade
- 1993. Nagrada talijanskog kulturnog centra i Ugga Maffia, Zagreb
- 1996. 2. nagrada, City festival, kunst in der Stadt, Mainz
- 2009. 1. nagrada, Grisija, Rovinj

## Vanjske poveznice
- Galerija Matice hrvatske: Sonja Dizdar, Koraljka Kovač, Roberta Vilić  Arhivirana inačica izvorne stranice od 28. siječnja 2012. (Wayback Machine)
- Galerija Kaptol: Roberta Vilić  Arhivirana inačica izvorne stranice od 17. lipnja 2008. (Wayback Machine)